# Kamaboko
 (août 2024).
Si vous disposez d'ouvrages ou d'articles de référence ou si vous connaissez des sites web de qualité traitant du thème abordé ici, merci de compléter l'article en donnant les références utiles à sa vérifiabilité et en les liant à la section « Notes et références ».
Le kamaboko (蒲鉾) est un produit alimentaire à base de poisson blanc de type surimi, le surimi servant de base au produit.

## Histoire
La production était d’environ 1 155 000 t en 1975. En 2022, elle était d’environ 471 000 t.

## Description
Le kamaboko est généralement vendu sous forme de demi-cylindre. 
C'est une pâte de poisson blanc cuit à la vapeur, mélangé à du blanc d’œuf, du sel, du sucre, de la sauce poisson et du saké japonais selon les recettes.